# يورن بروندل
يورن بروندل (7 سبتمبر 1993 في بلجيكا - ) هو لاعب كرة قدم بلجيكي في مركز حراسة المرمى. لعب مع ليرس.

## وصلات خارجية
- يورن بروندل على موقع قاعدة بيانات كرة القدم.إي يو (الإنجليزية)
- يورن بروندل على موقع Soccerway.com (الإنجليزية)
- يورن بروندل على موقع عالم كرة القدم.نت (الإنجليزية)